# Aerocondor
Aerocondor (offiziell ATA Aerocondor Transportes Aéreos Lda.)  war eine portugiesische Fluggesellschaft mit Sitz in Cascais. Sie flog vorwiegend auf innerportugiesischen Strecken. Nach einem Besitzerwechsel im Jahr 2007 erfolgte im Mai 2008 die Einstellung des  Flugbetriebs.

## Geschichte

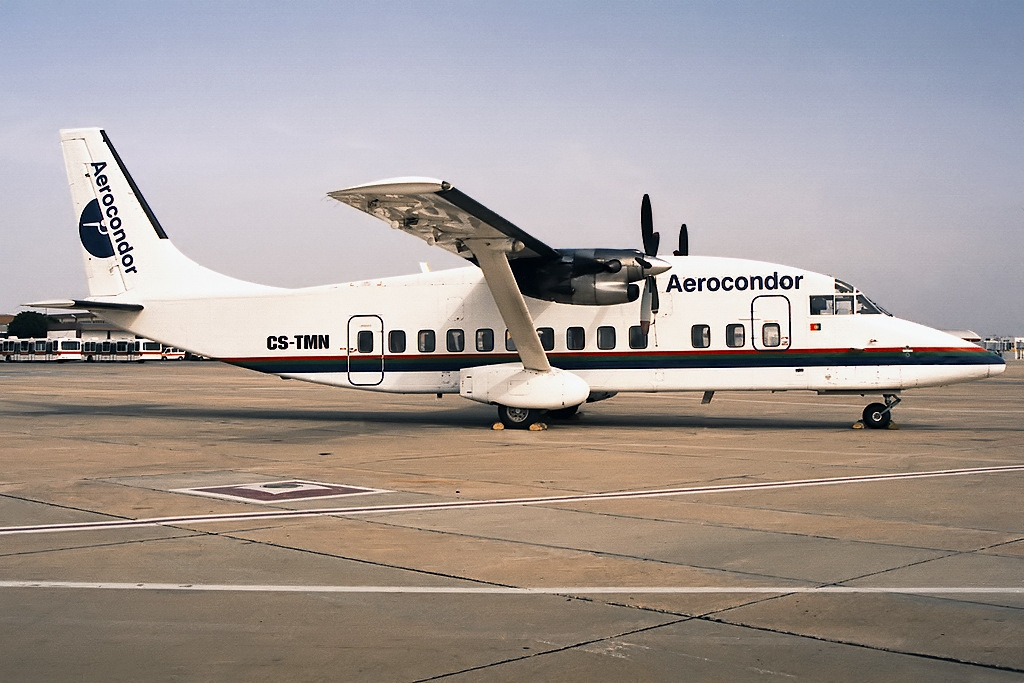
Shorts 360 auf dem Flughafen Faro

Aerocondor wurde im Jahr 1975 als Lufttaxigesellschaft gegründet und war Teil der Aerocondor-Firmengruppe. Neben nationalen Linienflügen bot das Unternehmen zusätzlich Rundflüge und Ad-hoc-Charterdienste an. Daneben war Aerocondor von 1989 bis 2007 in Kooperation mit der portugiesischen Feuerwehr (SNB) und des Verbandes der Papierindustrie (CELPA) in der Waldbrandbekämpfung tätig. Das galt sowohl für das Löschen von akuten Waldbränden, wobei Canadair CL 215 und Consolidated PBY-6A zum Einsatz kamen, sowie für Beobachtungsflüge zur frühen Bekämpfung und Vermeidung von Flächenbränden. Daneben besaß das Unternehmen eine Flugschule.
Bis zum Jahr 2007 war die Fluggesellschaft zu 85,15 % in Besitz der portugiesischen Holding Aerocondor SGPS, die anderen 14,85 % wurden von der spanischen Gestair gehalten. Im März 2007 verkaufte die Aerocondor SGPS sämtliche von ihr gehaltenen Gesellschaftsanteile an die kanadisch-portugiesische Longstock Financial Group. Diese Unternehmensgruppe hatte bereits ein Jahr zuvor die Fluggesellschaft Air Luxor erworben, welcher aber kurz nach der Übernahme das Air Operator Certificate entzogen worden war. Die Longstock Financial Group plante unter Nutzung des Betreiberzeugnisses der Aerocondor erneut internationale Charterflüge durchzuführen und ACMI-Vermietungen anzubieten. Hierzu war die Beschaffung von einer Boeing 757-200 und zwei Boeing 767-300ER im Frühjahr 2008 geplant. Im Mai 2008 stellte Aerocondor den Flugbetrieb ein, ohne dass das angedachte Geschäftsmodell realisiert wurde.

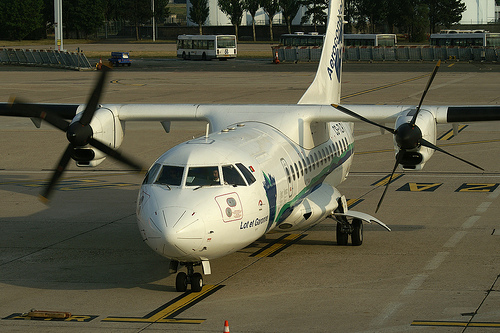
ATR 42 der Aerocondor

## Flugziele
Als einzige Fluggesellschaft bediente Aerocondor im nationalen Linienflugverkehr die nordportugiesischen Orte Bragança und Vila Real. Von hier aus wurden bis Mai 2007 auch Flüge nach Paris Orly und ins südfranzösische Agen angeboten. Diese Strecke ließ sich durch einen großen Anteil an portugiesischen Gastarbeitern in Frankreich erklären, die vorwiegend aus Nord-Portugal stammen. Darüber hinaus betrieb Aerocondor bis zum Jahresende 2006 eine Linienverbindung zwischen Madeira und Porto Santo.

## Flotte

### Flotte bei Betriebseinstellung

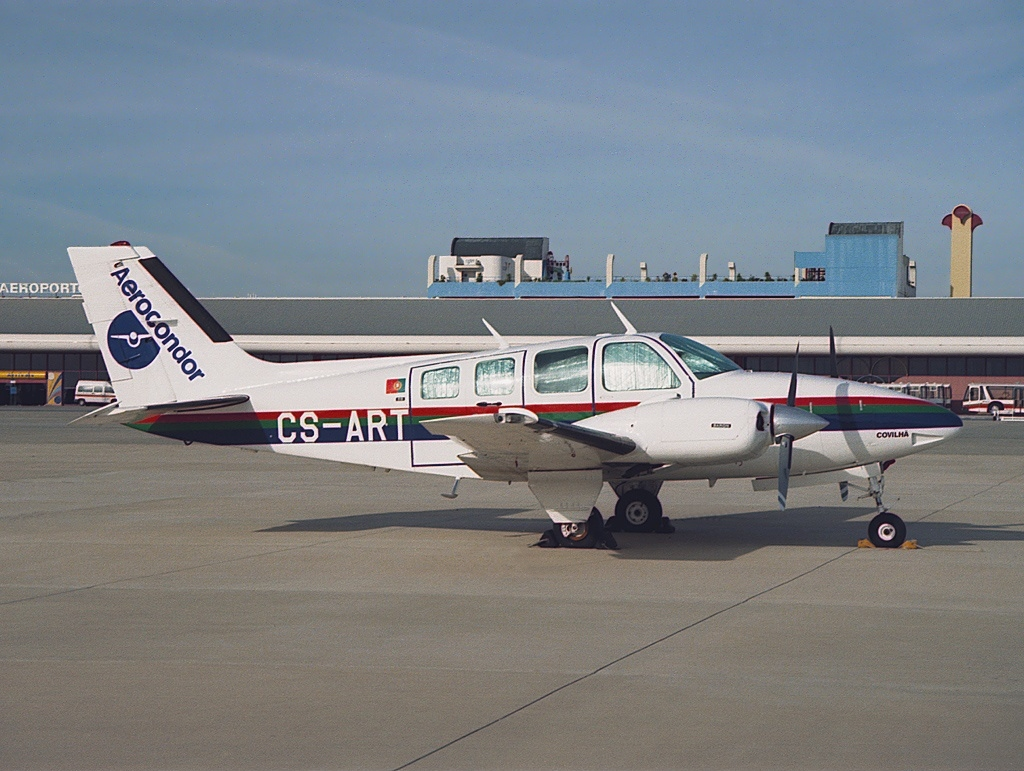
Beechcraft Baron der Aerocondor

Im Mai 2008 bestand die Flotte der Aerocondor aus zwei ATR-42. 

### Zuvor eingesetzte Flugzeuge
Zuvor wurden unter anderem auch folgende Flugzeugtypen eingesetzt:
- Beech Baron
- Beechcraft King Air
- Cessna 152
- Cessna 182
- Dornier 228
- Hughes 269 (Hubschrauber)
- Mooney M20
- Piper PA-18 Super Cub
- Reims-Cessna F406
- Shorts 360